# Martírio de Santa Catarina (Gaspar Dias)
O Martírio de Santa Catarina ou Degolação de Santa Catarina é uma pintura a óleo sobre madeira de carvalho pintada cerca de 1570-90 presumivelmente pelo pintor português Gaspar Dias e que se encontra actualmente no Museu Nacional de Arte Antiga, em Lisboa.
O Martírio de Santa Catarina representa a execução da mártir cristã Catarina de Alexandria de acordo com a tradição sobre a sua vida e morte no tempos das perseguições aos cristãos pelo império romano. Na parte inferior do painel, como uma predela, estão representados três santos franciscanos (da esquerda para a direita): São Boaventura, São Francisco e São Bernardino de Siena.
O Martírio de Santa Catarina, bem como o seu par no MNAA, o Casamento místico de S. Catarina, tem três bustos de santos franciscanos. Não havendo documentação segura, é provável que as duas pinturas tenham sido pintadas para o Convento de Santa Catarina de Ribamar, fundado em 1551 pelo infante D. Luís e pela sua cunhada D. Isabel, duquesa de Bragança. Mas terá existido antes da construção deste Convento franciscano uma capela dedicada a S. Catarina o que poderá explicar a junção nas pinturas dos dois temas religiosos.
Os modelos de composição, a graciosidade idealizada das figuras femininas e a tensão muscular das masculinas, o desenho mais curvo das vestes, tanto coladas aos corpos como soltas em artificiosos enrolamentos, são um exemplo da evolução significativa da pintura portuguesa que então começava a incorporar modelos do maneirismo italiano. Um dos principais pintores desta nova corrente foi Gaspar Dias, que nesta época era o mais conceituado pintor em Lisboa. Apenas se conhecem documentalmente obras suas mais tardias, mas é possível que esta pintura de grandes dimensões, bem como o seu par, corresponda a uma fase inicial da sua carreira.

## Descrição e estilo
Em primeiro plano e no centro da composição, Santa Catarina está ajoelhada no chão momentos antes de ser degolada por um soldado que tem alçada a espada com que vai desferir o golpe. Atrás do algoz vê-se a cara de três outros soldados e o capacete de um outro e oito hastes de lanças.
No quarto inferior da pintura, a toda a largura, estão representados três santos franciscanos, sendo o fundador da Ordem, São Francisco, ao centro, São Boaventura, à esquerda, e São Bernardino de Siena, do lado direito.
Em fundo, à esquerda, há uma paisagem campestre com pastores e rebanhos e arvoredo, e numa montanha afunilada o túmulo da santa. Na vertical acima da cabeça da Santa vê-se a sua assunção ao céu.
Para o historiador de arte Vítor Serrão, o Martírio de Santa Catarina, de identificação desconhecida, revela um mestre personalizado que compõe com finura, vestes elegantemente matizados, estudado tratamento de luz, desintegração prospética dos planos, e personagens de porte serpentinato. Mas é sobretudo como paisagista amplamente comprovado em segundos planos, como consequência ilógica da cena do martírio, que a obra surge mais perturbadora e fantástica, pela ambiguidade e irracionalismo maneirista aí revelados e com um arrojo de empreitada palaciana.

### Ligação externa
- Página oficial do Museu Nacional de Arte Antiga